# Boreophilia nomensis
Boreophilia nomensis är en skalbaggsart som först beskrevs av Thomas Casey 1910.  Boreophilia nomensis ingår i släktet Boreophilia och familjen kortvingar. Inga underarter finns listade i Catalogue of Life.